# Кайманові Острови на Олімпійських іграх
Кайманові Острови, що мають статус британської заморської території, беруть участь в Олімпійських іграх з 1976 року. Відтоді з літніх Олімпіад вони пропустили тільки Московську. У зимових Олімпіадах країна вперше взяла участь на іграх 2010 у Ванкувері.
НОК Кайманових островів організовано 1973 року й визнано МОК 1976 року.